# Viljan
Viljan je moško osebno ime.

## Izvor imena
Ime Viljan je različica moškega osebnega imena Viljem.

## Pogostost imena
Po podatkih Statističnega urada Republike Slovenije je bilo na dan 31. decembra 2007 v Sloveniji število moških oseb z imenom Viljan: 29.

## Osebni praznik
Osebe z imenom Viljan lahko godujejo skupaj z Viljemom.